# Rødalger
Rødalger (Rhodophyta, fra oldgræsk: ῥόδον rhodon, "rose" og φυτόν phyton, "plante") er en division af alger, der hører under planteriget. De indeholder farvestoffet Klorofyl A. Rødalger er en af de ældste grupper af planter. Rødalgerne er også en af de største grupper af alger, med mere end 7.000 anerkendte arter. Hovedparten af rødalgerne findes i Florideophyceae-klassen, som hovedsageligt omfatter flercellede marine alger, heraf en del tang. Kun ca. 5% af rødalgerne forekommer i ferskvand, mens resten forekommer i salt- og brakvand.
De ældste fossiler af eukaryote celler er af rødalger på 1,6 milliard år.
Rødalgerne udgør en veldefineret gruppe karakteriseret ved at have eukaryotiske celler uden flageller og centrioler, grønkorn der mangler et udvendigt endoplasmatisk reticulum og som indeholder ustakkede tylakoider, og benytter fykobilisom-proteiner som pigment, hvilket giver dem deres røde farve

## Klassifikation
Division: Rhodophyta
- Underdivision: Rhodellophytina
  - Klasse: Rhodellophyceae
    - Orden: Porphyridiales
    - Orden: Cyanidiales
    - Orden: Compsopogonales
- Underdivision: Macrorhodophytina
  - Klasse: Bangiophyceae
    - Orden: Erythropeltidales
    - Orden: Bangiales (Eks. Porphyra umbilicalis)
    - Orden: Rhodochaetales

  - Klasse: Florideophyceae
    - Orden: Acrochaetiales
    - Orden: Palmariales
    - Orden: Nemaliales
    - Orden: Ahnfeltiales
    - Orden: Gelidiales
    - Orden: Gracilariales
    - Orden: Bonnemaisoniales
    - Orden: Cryptonemiales
    - Orden: Hildenbrandiales
    - Orden: Corallinales
    - Orden: Gigartinales
    - Orden: Plocamiales
    - Orden: Rhodymeniales
    - Orden: Ceramiales (Eks. Rødtråd)